# Johann Christoph Pez
Johann Christoph Pez   (Múnic, 9 de setembre de 1664 - Stuttgart, 25 de setembre de 1716) va ser un músic barroc alemany, mestre de capella i compositor que va treballar en els tribunals de l'electorat de Baviera i del ducat de Württemberg.
Des de 1676 va ser el vigilant de la torre i posteriorment director de cor a l'Església de Sant Pere de Múnic. En 1688, es va convertir en músic a la cort del príncep Maximilià II, elector de Baviera que li va oferir l'oportunitat de continuar els seus estudis musicals a Roma amb el principal compositor italià del moment Arcangelo Corelli. El 1694 estava al servei del príncep elector de Colònia Josep Climent com a mestre de capella, i més tard passà amb el mateix càrrec a Stuttgart, al servei d'Eberhard Louis, duc de Württemberg.
Publicà:
- Sonate a tre cioè, 2 violini, violoncello e basso contonuo (1701);
- Prodromus optatae pacis (Augsburg, 1703), la qual és una col·lecció de salms a 4 veus, 3 instruments i baix continu;
- Sonate da càmera e flautí e basso, Jubilum missale (Augsburg, 1706), la qual és una col·lecció de misses solemnes;
- Corona stellarum duodecim (Stuttgart, 1710), la qual conté 12 motets a 4 veus, 2 violins i baix continu per a orgue.